# Marianne Bachmeier

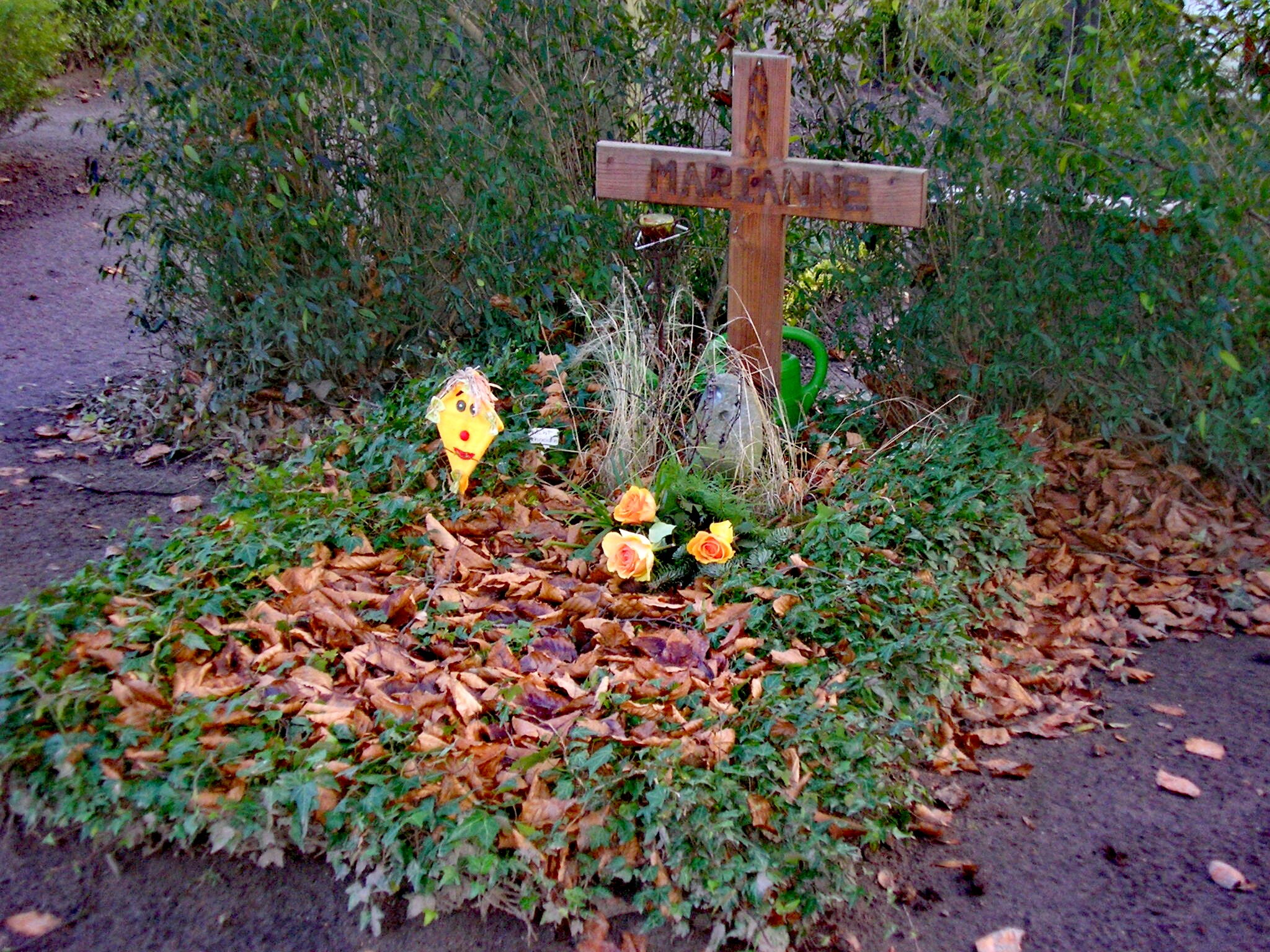
Het graf van moeder en dochter Bachmeier in 2008

Marianne Bachmeier (Sarstedt, 3 juni 1950 - Lübeck, 17 september 1996) was een Duitse restauranthoudster die op 6 maart 1981 de moordenaar van haar zevenjarige dochter Anna in de Lübeckse rechtszaal doodschoot. Op de derde zittingsdag smokkelde ze een wapen de rechtszaal binnen en schoot acht maal op de aangeklaagde. Deze stierf nadat zeven kogels hem hadden geraakt.
Voor deze daad moest zij zich op 2 november 1982 bij de rechtbank verantwoorden. In maart 1983 werd zij wegens doodslag en verboden wapenbezit tot zes jaar gevangenisstraf veroordeeld. Zij kwam na drie jaar vrij. De rechtbank was mild wegens vermeende verminderde toerekeningsvatbaarheid.
Marianne Bachmeier stierf in 1996 op 46-jarige leeftijd aan de gevolgen van kanker. 